# Getúlio
Getúlio Costa de Oliveira (ur. 25 lutego 1954 w Belo Horizonte) – piłkarz brazylijski, występujący podczas kariery na pozycji prawego obrońcy.

## Kariera klubowa
Getúlio karierę piłkarską rozpoczął w klubie Clube Atlético Mineiro w 1973 roku. W lidze brazylijskiej zadebiutował 29 listopada 1973 w wygranym 2-1 meczu z CR Flamengo. Z Atlético Mineiro dwukrotnie zdobył mistrzostwo stanu Minas Gerais – Campeonato Mineiro w 1976 roku. W 1977 roku przeszedł do São Paulo FC. W São Paulo zadebiutował 16 października 1977 w wygranym 1-0 meczu z Náutico Recife. Z São Paulo zdobył mistrzostwo Brazylii 1977 oraz dwukrotnie mistrzostwo stanu São Paulo – Campeonato Paulista w 1980 i 1981 roku. Ostatni raz w barwach São Paulo w lidze Getúlio wystąpił 26 lutego 1983 w wygranym 3-0 meczu z Sergipe Aracaju. Ogółem w barwach klubu z Belo Horizonte wystąpił w 95 meczach ligowych, w których strzelił 12 bramek.
W 1984 roku Getúlio przeszedł do Fluminense FC, w którym grał do 1986 roku. We Fluminense zadebiutował 19 lutego 1985 w wygranym 2-0 meczu z Confiança Aracaju. Z Fluminense zdobył mistrzostwo Brazylii 1984 oraz dwukrotnie mistrzostwo stanu Rio de Janeiro – Campeonato Carioca w 1984 i 1985 roku. Przez dwa lata wystąpił w barwach Fluminense w 23 meczach i strzelił 1 bramkę. Ostatni raz w lidze brazylijskiej wystąpił 14 kwietnia 1985 w wygranym 2-1 meczu z EC Bahia. Ogółem w latach 1973–1985 Getúlio wystąpił w niej w 179 meczach, w których strzelił 19 bramek.
Karierę Getúlio zakończył w USA w Hollywood Kickers w 1988 roku.

## Kariera reprezentacyjna
Getúlio ma za sobą powołania do reprezentacji Brazylii. W 1975 roku wystąpił w Copa América 1975. Na turnieju wystąpił w sześciu meczach Brazylii z: reprezentacją Wenezueli (debiut w reprezentacji 30 lipca 1975), Argentyną, Wenezuelą, Argentyną i dwa razy z Peru. Ostatni raz w reprezentacji Getúlio wystąpił 8 lipca 1981 w wygranym 1-0 towarzyskim meczu z reprezentacją Hiszpanii. Ogółem w reprezentacji rozegrał 18 meczów i strzelił 1 bramkę.